# Jürg Wyttenbach
Jürg Wyttenbach (* 2. Dezember 1935 in Bern; † 22. Dezember 2021 in Basel) war ein Schweizer Komponist, Dirigent und Pianist.

## Leben
Jürg Wyttenbach studierte an der Hochschule der Künste Bern Klavier bei Kurt von Fischer und Komposition bei Sándor Veress, am Conservatoire de Paris und an der Niedersächsischen Hochschule für Musik in Hannover, wo er 1959 das Konzertdiplom für Klavier erhielt. Es folgten Lehrtätigkeiten an der Musikschule Biel und am Berner Konservatorium. Seit seiner Jugend trat er regelmässig in Konzerten als Pianist und Dirigent insbesondere zeitgenössischer Werke auf. Seit den späten 1960er-Jahren bis zu seinem Tod lebte er in Basel.
Als Dirigent führte Wyttenbach weit über 100 Werke zeitgenössischer Komponisten auf; die meisten in Ur- oder Erstaufführungen. Er konzertierte u. a. mit der Dresdner Philharmonie, dem Südwestfunk-Orchester, dem Hessischen Rundfunk-Orchester und dem Sinfonieorchester Krakau. Er leitete viele Konzerte mit kleineren, spezialisierten Ensembles für neue Musik wie dem Ensemble Modern, Klangforum Wien, Ensemble recherche, Ensemble der IGNM Basel, Ensemble l’Itinéraire Paris und dem Ensemble Forum Lyon. Er war seit 1968 verheiratet mit der Pianistin Janka Wyttenbach-Brun (* 3. Juli 1934 in Bern; † 18. April 2020 in Basel), mit welcher er auch gemeinsame Konzerte gab. Unter anderem führten sie das Stück Mantra des deutschen Komponisten Karlheinz Stockhausen auf.

## Lehraufträge
Von 1967 bis 2003 unterrichtete Wyttenbach eine Konzertklasse für Klavier und von 1970 bis 2000 Interpretation zeitgenössischer Musik am Konservatorium der Musik-Akademie der Stadt Basel.

## Gastpianist und Gastdirigent
Wyttenbach war regelmässiger Gast bei den Donaueschinger Musiktagen, dem «Festival d’Automne» in Paris, bei «Wien Modern», dem «Festival musica» in Strassburg und dem «Warschauer Herbst». Mit dem Orchester basel sinfonietta arbeitete der Musiker immer wieder zusammen. So war er beispielsweise mit dem Orchester zu Gast am Festival «Archipel» in Genf und am Festival «Octobre en Normandie» in Rouen.

## Werke
Als Komponist zuerst von Béla Bartók, später von Mauricio Kagel beeinflusst, schrieb Wyttenbach mehrheitlich Werke, die sich mit Theaterformen (Theatercollagen) auseinandersetzen.
- Exécution ajournée für Streichquartett
- Lamentoroso für Sopran und 6 männliche Klarinettisten
- Tarantella für eine singende tanzende Geigerin
- Encore für eine Schauspielerin und einen Cellisten
- Harlekinade für eine Schauspielerin, zwei Clowns und Streichquintett
- Divisions für Klavier und 9 Solostreicher
- De Metalli aus den Prophezeiungen von Leonardo da Vinci für Bariton und Orchester

## Auszeichnungen
Unter seinen vielen CD-Einspielungen, vor allem zeitgenössischer Musik, befindet sich das Gesamtwerk von Giacinto Scelsi für Chor und Orchester, ausgezeichnet mit dem Grand Prix du Disque und dem Preis der Deutschen Schallplattenkritik. 1993 erhielt Wyttenbach den Kunstpreis der Stadt Basel und 2003 den Komponistenpreis des Schweizerischen Tonkünstlervereins. 2000 erhielt er den Preis der Stiftung Dr. J. E. Brandenberger «für seinen witzigen, überlegten und nachhaltigen Beitrag zur Lebensfreude als begeisternder Komponist, Lehrer und Förderer, als begnadeter Pianist und Dirigent». 2017 wurde er mit dem Schweizer Musikpreis ausgezeichnet.

## Publikationen
- Jürg Wyttenbach: Laudatio auf Klaus Huber. In: Musik-Texte. 81/82, 1999, S. 16 f.